# Musée de la Céramique orientale

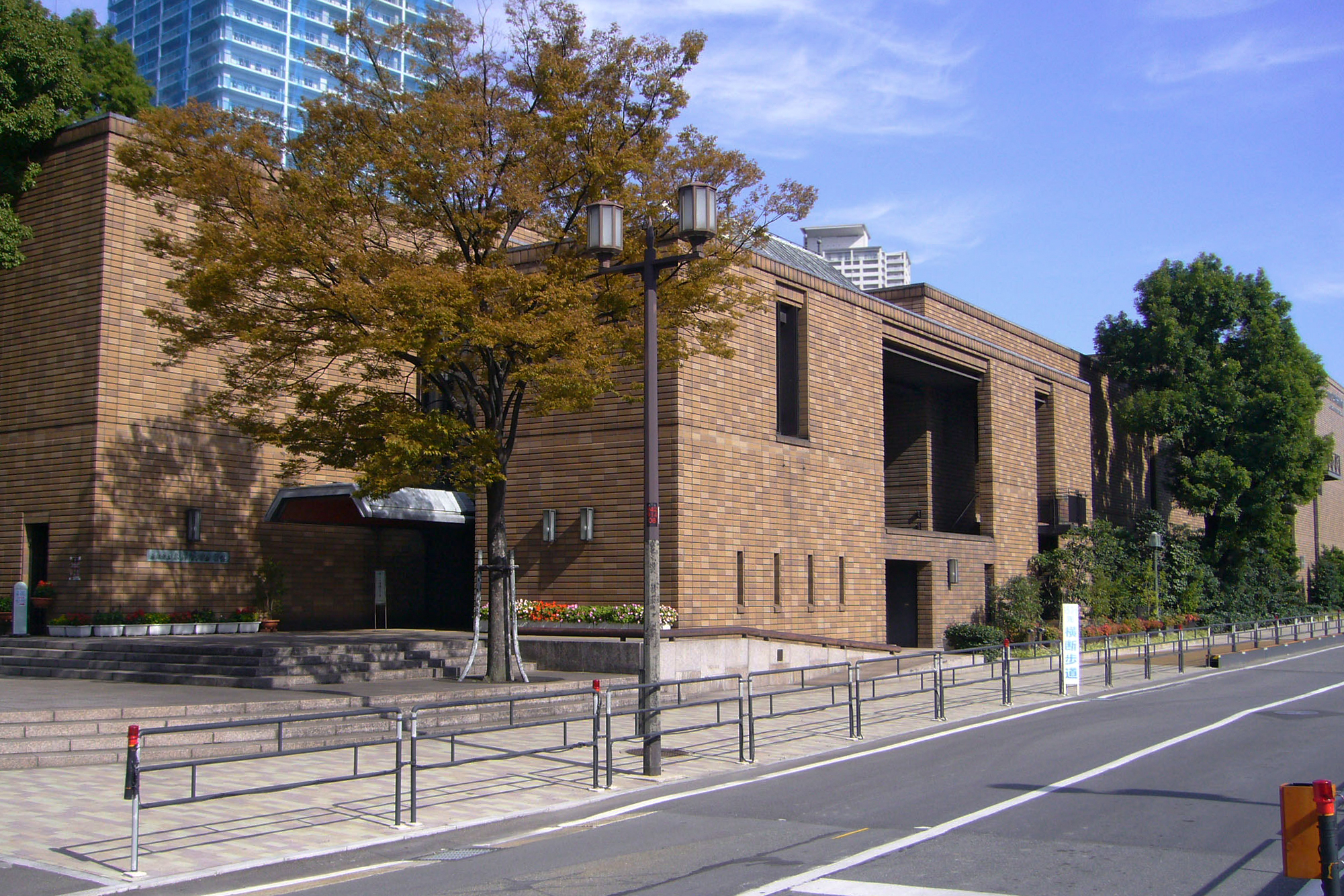
Façade du musée de la Céramique orientale d'Osaka.

Le musée de la Céramique orientale d'Osaka (大阪市立東洋陶磁美術館, Ōsaka shiritsu tōyō tōji bijutsukan) est un musée de l'arrondissement Kita-ku d'Osaka, situé sur l'île Nakano et considéré comme l'une des meilleures collections de céramique au monde. Il a été fondé en 1982. Dans ce musée, on conserve, étudie et montre des céramiques de l'Est de l'Asie, surtout de Chine et de Corée.
La collection Akata, qui fut donnée par les 21 sociétés du Groupe Sumitomo est mondialement célèbre. Avec la collection Rhee Byung-Chang, elle fait du musée un ensemble de pièces d'art exceptionnel. Sur les 2 300 objets du musée, en général, 260 sont exposés.
En raison des tremblements de terre qui arrivent fréquemment au Japon, le musée a développé des techniques de présentation pour ses collections qui permettent de mieux absorber les secousses sismiques et limiter les dégâts.